# Polaroid SX-70
Polaroid SX-70 (произносится «Поларо́ид Эс-Экс-Сэ́вэнти») — складной однообъективный зеркальный фотоаппарат для моментальной фотографии, выпускавшийся в США компанией Polaroid с 1972 по 1981 год, также — семейство фотоаппаратов на его основе. Разработка фотоаппарата и фотоматериалов нового поколения к нему продолжалась в течение 10 лет, обошлась в 250 млн долларов и потребовала около 20 тыс. технологических инноваций. Последняя модель этого семейства, произведённая собственно компанией Полароид, относится к 1998 году.
SX-70 приобрела невероятную популярность в 70-х как среди любителей, так и среди профессионалов (например, ей снимали Энди Уорхол, Энсел Адамс и Хельмут Ньютон). Многими она считается эталоном моментальной камеры, а спрос на неё на вторичном рынке высок и сегодня.

## Историческая справка
На собрании акционеров в апреле 1972 года Эдвин Лэнд, основатель и руководитель компании «Полароид», вышел на сцену, достал из внутреннего кармана пиджака плоскую коробку, разложил её в фотоаппарат, и в течение десяти секунд сделал пять снимков, изображение на которых проявилось через минуту. Так началась история одного из самых культовых фотоаппаратов Polaroid SX-70, положившего начало новому этапу в мировой индустрии моментальной фотографии. Продажи SX-70 стартовали в Майами в конце 1972 года, а в 1973 году камера стала доступна на всей территории США. 
Одной из особенностей фотоаппарата была способность складываться в небольшую плоскую коробку, легко умещавшуюся в кармане пиджака. Однако, главным достижением стала совершенно новая технология диффузионного процесса, благодаря которой исключались какие-либо манипуляции с фотокомплектом после съёмки. Готовый снимок, сделанный на новом, так называемом «интегральном» комплекте типа SX-70, выбрасывался из камеры электроприводом, а изображение на нем проявлялось самостоятельно в течение нескольких минут. Все предыдущие фотоматериалы Polaroid, выпускавшиеся с 1948 года, требовали ручной протяжки фотокомплекта между валиками, а также последующего разделения и сушки негатива и позитива. Несмотря на высокую стартовую цену и ограниченные поставки кассет с фотокомплектами, к середине 1974 года было продано свыше 700 тыс. этих фотоаппаратов. В 1973-74 годах космонавты на станциях Скайлэб-3 и 4 использовали SX-70 для визуального сравнения характеристик Солнца на разных орбитах. Выпущенный в 1978 году Polaroid SX-70 SONAR стал первым в мире зеркальным фотоаппаратом с автофокусом.

## Технические особенности

Устройство зеркального видоискателя фотоаппарата Polaroid SX-70. Вверху — в положении визирования; внизу в момент съёмки

SX-70 — уникальный фотоаппарат, впервые совместивший складную конструкцию и зеркальный видоискатель. Достигнутое при этом техническое совершенство нехарактерно для моментальных камер, рассчитанных в основном на нетребовательных пользователей. Устройство визира, использованное в камерах серии SX-70, принципиально отличается от традиционной схемы однообъективной «зеркалки», и не применялось больше ни в одном типе фотоаппаратуры. 
В оптической схеме использованы два зеркала (см. рисунок), одно из которых 1 неподвижно, поскольку неразъёмные фотокомплекты Polaroid 2, используемые для съёмки, дают зеркальное изображение с той же стороны, с которой экспонируются. В положении визирования свет от объектива 3 со встроенным центральным затвором дважды преломляется, прежде чем попасть в видоискатель 4, снабжённый третьим вогнутым асферическим зеркалом 5. При этом, в качестве фокусировочного экрана используется задняя поверхность подвижного двухстороннего зеркала 6, параллельная плоскости фотоматериала и покрытая плоской линзой Френеля сложной формы. За счёт формы этой линзы, свет вновь отражается на верхний участок зеркала 1, а оттуда на асферический отражатель 5 и далее в окуляр 4. 
В момент съёмки зеркало 6, расположенное на дне камеры горизонтально, поднимается, занимая положение основного и отражая свет от объектива нижней зеркальной поверхностью на фотоэмульсию комплекта 2. В результате на снимке получается зеркально перевёрнутое изображение, становящееся прямым при рассматривании снимка со стороны эмульсии. После съёмки зеркало возвращается на место электродвигателем, одновременно с выбросом готового снимка из кассеты
Объектив SX-70 состоит из четырёх стеклянных линз, минимальное фокусное расстояние — 26,42 см (10,4 дюйма). Рабочий диапазон диафрагмы: от f/8 до f/22 (и вплоть до f/90 при использовании фотовспышки). Для подсветки снимаемых объектов используется блок Flashbar из 10 одноразовых фотобаллонов. Выдержки затвора: от 1/200 до 20 секунд.

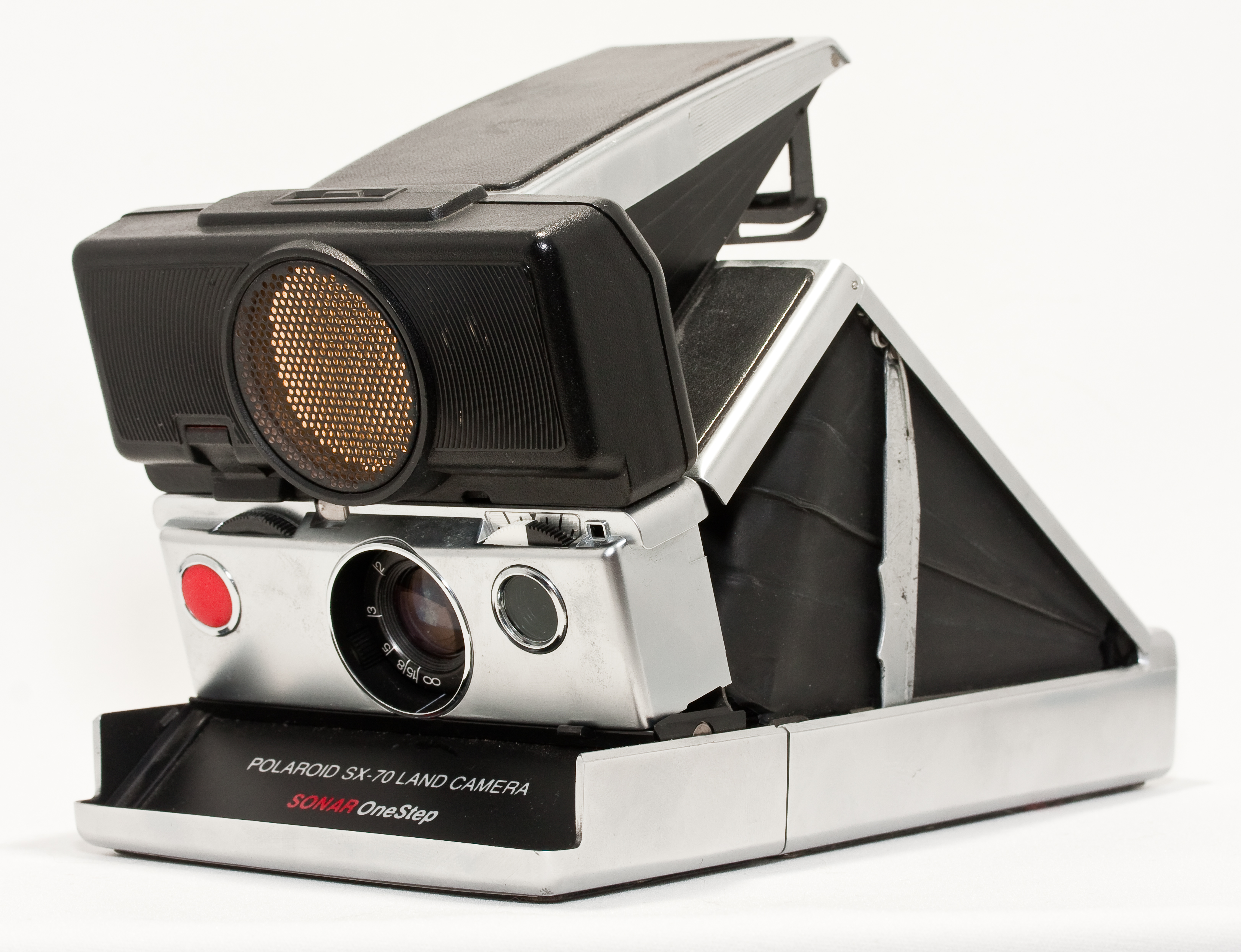
Модель с автофокусом.

Для ручной фокусировки используется маховик с правой стороны камеры. На модели Sonar OneStep (произносится «Со́нар Уан Стэп») автофокус запускается поджатием кнопки спуска.

### Фотоматериал
Вместе с первой камерой SX-70 в 1972 году были выпущены и одноимённые фотокомплекты нового поколения (тип SX-70). Это был принципиально новый тип фотоматериала одноступенного процесса, получивший название «интегрального». В отличие от всех предыдущих поколений моментальных фотокомплектов, требующих отделения готового позитива от негативного листа после проявления, серия SX-70 избавляла пользователей от каких-либо манипуляций. Снимок выходил из камеры в готовом виде, проявляясь самостоятельно при дневном свете. 
Каждый картридж содержал 10 квадратных снимков, и, несмотря на начальные проблемы с производством, эта плёнка снискала популярность у широкой публики. В середине 70-х и в 1980 году были выпущены более совершенные её модификации, в которых было сокращено время проявления и улучшена цветопередача. Последняя версия фотокомплектов находилась в производстве до 2005 года. Современные картриджи SX-70, как и прочие плёнки «Полароида», включают в себя лишь 8 снимков и производятся на заводе в Нидерландах.
Собственного аккумулятора или отсека для батареек в SX-70 не предусмотрено: вместо этого в каждом картридже находится плоская 6-вольтовая батарейка. Благодаря такому решению пользователям не приходится волноваться о сменных батарейках: если в камере есть плёнка, она будет работать.

#### Манипуляции

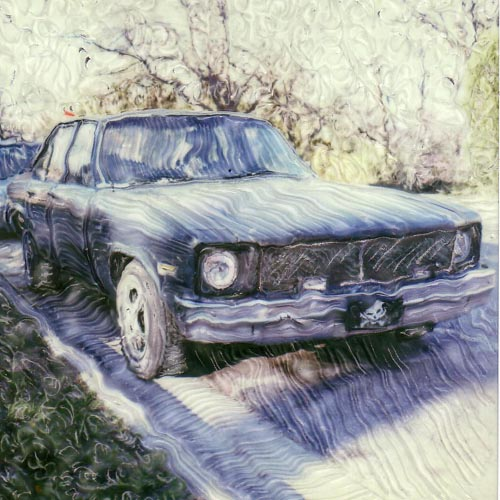
Пример манипуляций с плёнкой SX-70.

Одной из характерных черт фотокомплектов SX-70 является возможность манипулировать проявляющимся (или уже проявленным) изображением. Это возможно благодаря тому, что майларовое покрытие не даёт парам мгновенно улетучиться, из-за чего фотоэмульсия на основе желатина не застывает полностью в течение нескольких дней, и если надавливать на снимок определённым образом, можно добиться эффекта, схожего с импрессионистскими картинами.
Наилучшего результата можно достичь, если начать работать с изображением спустя две минуты после полной проявки фотографии. Помимо того, небольшой нагрев может упростить всю процедуру.
С более поздними плёнками Полароида такой трюк не срабатывает, поскольку в них используется нежелатиновая фотоэмульсия.

## Разновидности

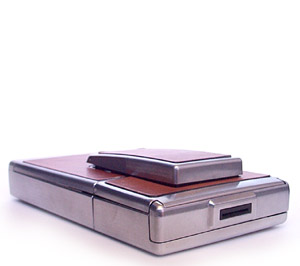
Камера в сложенном состоянии.

Было выпущено несколько моделей SX-70, отличающихся материалом и цветом корпуса, а также наличием несъёмного модуля автофокуса у Sonar OneStep. Ранние модификации можно распознать по отсутствию проушин для ремня и крепления для штатива.
Единственным серьёзным исключением является Модель 3, в которой нет технологии SLR, а вместо этого установлен более традиционный отдельный видоискатель (однако внутреннее устройство зеркал у третьей модели идентично остальным и является избыточным усложнением).
| Модель        | SLR | Фокусировка | Корпус                 | Проушины для ремня | Крепление для штатива |
| ------------- | --- | ----------- | ---------------------- | ------------------ | --------------------- |
| Original      | да  | ручная      | серебристый/коричневый | нет                | нет                   |
| Alpha 1       | да  | ручная      | серебристый/коричневый | да                 | да                    |
| Model 2       | да  | ручная      | разнится               | разнится           | разнится              |
| Model 3       | нет | ручная      | разнится               | разнится           | разнится              |
| Sonar OneStep | да  | авто        | серебристый/чёрный     | да                 | да                    |

### SLR 680
SLR 680 и 690 являются наиболее продвинутыми модификациями SX-70. В обеих по-умолчанию используется плёнка типа 600 вместо SX-70, а также встроены автофокус и электронная вспышка. В предыдущих поколениях SX-70 использовались блоки Flashbar производства General Electric, содержащие 10 одноразовых фотобаллонов. Там не менее, собственного аккумулятора у них по-прежнему не было, и для питания фотоаппарата всё так же использовалась встроенная в картридж батарейка. Также в обеих камерах были установлены проушины для ремня и крепление для штатива, а цветовая палитра свелась к сугубо чёрному корпусу.

## Современность
В последние годы вновь повысился интерес к SX-70. Существует несколько фирм, включая саму компанию Полароид, занимающихся реставрацией этих фотоаппаратов. Также возможно переформатировать SX-70 под более позднюю и распространённую плёнку типа 600 (и плёнка типа SX-70, и типа 600 продолжают производиться компанией Полароид).